# Catophoenissa fuenzalidai
Catophoenissa fuenzalidai är en fjärilsart som beskrevs av Emilio Ureta 1956. Catophoenissa fuenzalidai ingår i släktet Catophoenissa och familjen mätare. Inga underarter finns listade i Catalogue of Life.